# Castell Palau d'Arbeca
El castell termenat d'Arbeca era situat en el cim del tossal que domina el poble, a l'extrem sud-est de la comarca. Les escasses restes que se'n conserven es troben molt malmeses per la construcció, a la fi del segle xix, dels dipòsits municipals d'aigua (1898) i, a mitjan segle xx, de l'escola del poble (1945). Era un magnífic edifici renaixentista, amb quatre torres d'angle i una gran torre central. Al voltant del pati central s'articulaven diversos espais i el recinte castral continuava en tota la banda oest amb una altra sèrie d'edificacions, entre les quals es trobava l'accés principal al recinte. Es conserva part de la muralla, d'una torre rodona amb base atalussada, el sòcol d'una altra i part dels murs atalussats de la base. L'aparell és de carreus proporcionats i ben treballats. En algunes parts la muralla ha estat foradada i hi ha coberts i magatzems.

## Història

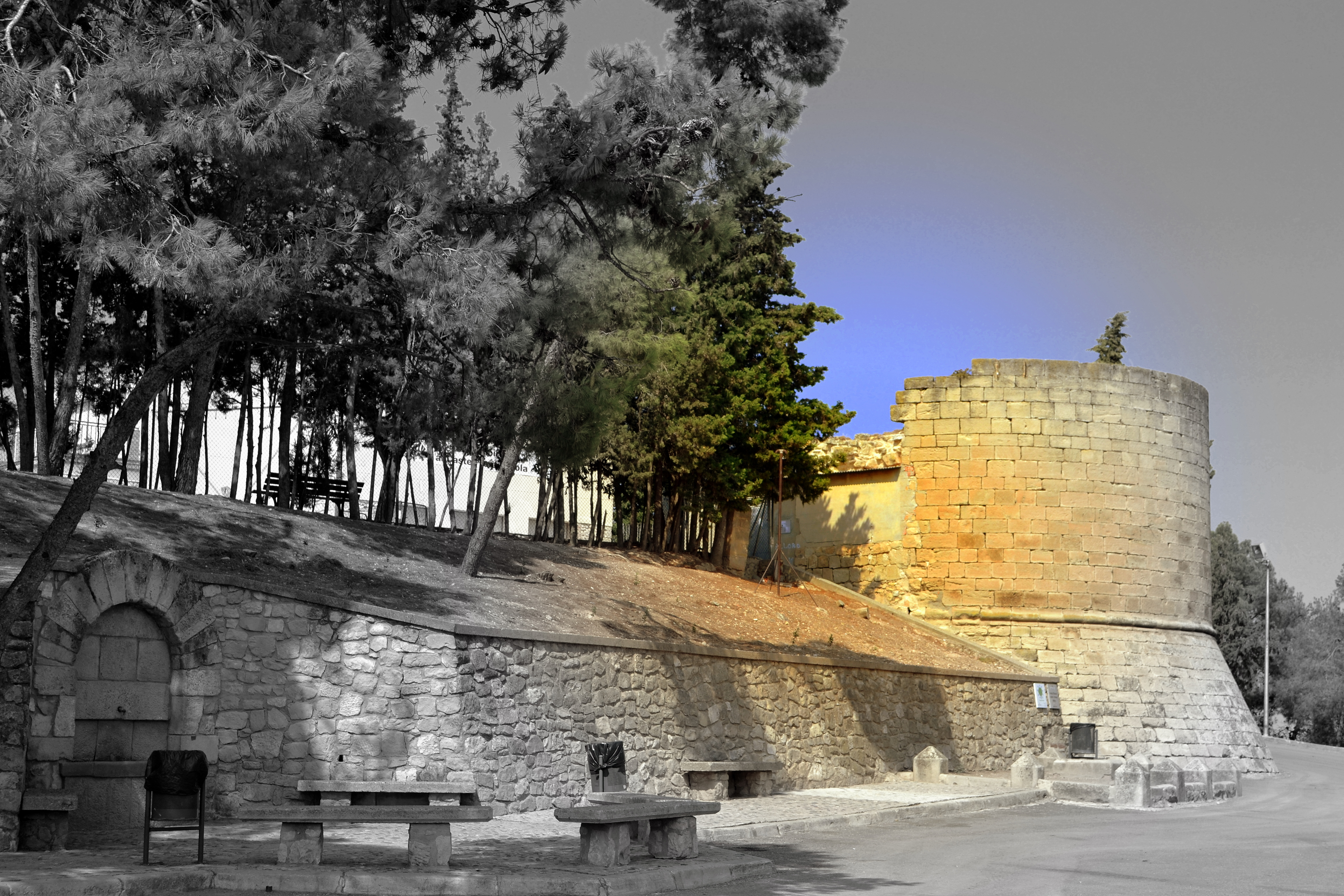
Castell palau d'arbeca (2011)

El 1156, Berenguer de Tarroja, conseller del comte de Barcelona Ramon Berenguer IV va obtenir la jurisdicció del lloc d'Arbeca, segurament per cessió del mateix comte, però no és fins al 1225 que apareix el primer esment del castell en el testament de Guillem Roca. El fill de Berenguer de Tarroja, Ramon, heretà el feu a títol de baronia i el llegà al seu fill Hug, senyor de Solsona. Per la seva banda, aquest deixà a la seva neboda Agnès de Tarroja les baronies d'Arbeca i Tarroja. L'any 1218, amb el casament de Ramon Folc IV de Cardona, fill i successor del vescomte Guillem de Cardona, i Agnès de Tarroja, la senyoria del castell d'Arbeca passà a formar part de les possessions de la casa dels Cardona que hi establiren llur residència habitual. Els Cardona van viure a Arbeca fins al segle xvii i els seus successors, els ducs de Medinaceli, foren senyors d'Arbeca fins a la fi de l'antic règim.
Les restes que es conserven de l'antic castell palau dels Cardona en demostren la importància. L'edifici que va restar dempeus fins a mitjan segle xix fou construït a cavall dels segles xv i xvi. Era l'època del final del gòtic i del començament del renaixement. La construcció va començar à a partir de 1475 per ordre del comte Joan Ramon Folc III de Cardona. El 1497 hi treballava el picapedrer de Montblanc mestre Miquel i el 1501 el també picapedrer Domènec Llopis. S'hi treballà durant tot el primer terç del segle xvi. Es disposa d'una detallada descripció de les estances del castell escrita el 1553. Disposava de quatre torres cantoneres i una gran torre de l'homenatge. En aquest castell s'hi hostatjaren personatges com el príncep arxiduc Felip el Bell o el rei Felip II.
Entre els segles xv i xviii el castell d'Arbeca té gran fama entre viatgers i la noblesa, com fan evidents moltes referències a la seva espectacularitat i bellesa recollides en la documentació. De les fames llegendàries que s'atribueixen a l'edifici destaca l'existència de tantes finestres com dies té l'any, cadascuna amb una reixa daurada. Quan la senyoria passà als ducs de Medinaceli, al segle xvii, s'inicià el procés de degradació del castell que, tanmateix, es mantingué dempeus fins a mitjan segle xix. Malgrat tot, el 1845 Pascual Madoz esmentava que les restes dels murs, torres i altres estructures del castell-palau encara es trobaven en bon estat.
Amb motiu de la guerra dels Segadors la vila fou fortificada i el 1646 fou conquerida pel Marquès de Leganés en nom de Felip IV. Tant en aquesta guerra com en la de Successió (1701-14) sembla que fou important el paper del castell d'Arbeca. El 1851, el duc de Medinaceli va vendre el castell que fou gairebé del tot enderrocat per a utilitzar-ne els carreus.

## Arquitectura

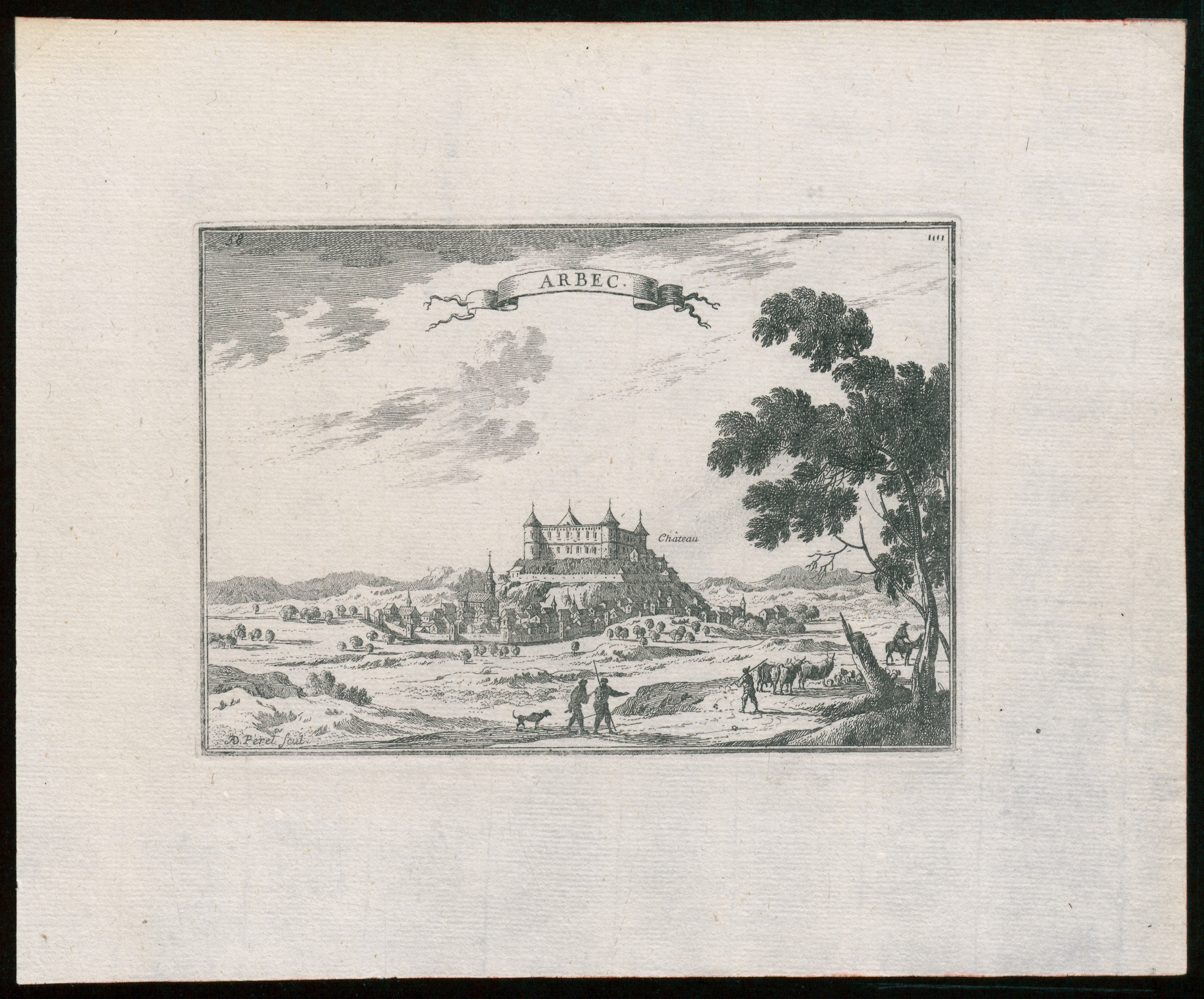
Gravat d'Arbeca per Sébastien de Pontault (1668). Institut d'Estudis Ilerdencs. Servei d'Arxiu i Llegats

Tot allò que avui es pugui observar de la fortificació d'Arbeca correspon a la fase construïda al segle xvi o a moments immediatament anteriors o posteriors a aquella centúria. Es conserven visibles parcialment els fonaments de les torres meridionals i restes del llenç de muralla que les unia, així com la torre nord-oriental Aquesta darrera és la construcció més ben conservada de les antigues edificacions del castell-palau. Es tracta d'una gran torre de planta circular de base atalussada, bastida amb carreus proporcionats i ben treballats de pedra calcària i lligam de morter que conserva els arrencaments dels límits septentrional i oriental de les muralles del perímetre central del castell.
Gràcies a diverses planimetries antigues es coneix bona part de la planta d'aquesta construcció. En aquest sentit, cal esmentar els gravats de l'enginyer militar i dibuixant francès Sébastien de Pontault de Beaulieu, que daten de mitjan segle xvii. Així mateix, es compta amb el plànol de l'arquitecte Josep M. Vives i Castellet realitzat pel Servei de Catalogació i Conservació de Monuments de la Mancomunitat de Catalunya l'any 1919. Així s'observa que es tractava d'una gran construcció amb un nucli central de planta quadrangular, una torre circular en cadascun dels quatre escaires i una torre quadrangular al centre dita de l'Homenatge. Es coneix el nom de tres torres cantoneres (del Porgador, dels Vents i de les Dones). Sembla que al voltant d'un gran pati s'articulaven diversos espais quadrangulars, un dels quals corresponia a l'església de Sant Jaume, antiga parròquia d'Arbeca fins a la destrucció a principi de segle xviii en la Guerra de Successió. El recinte castral continuava en tota la banda oest amb una altra sèrie d'edificacions, entre les quals es trobava l'accés principal al recinte que es feia salvant el fossat pel portal dels Tres Reis mitjançant un pont llevadís.
Es conserven nombroses dades documentals que fan constants referències a construccions, remodelacions, reconstruccions, etc. duts a terme al castell des de mitjan segle xv i, sobretot, durant el primer terç del segle xvi. És així com es coneix tota una nòmina de mestres d'obres, picapedrers, fusters i altres artesans que treballaren en les obres del castell-palau. D'aquesta llarga relació sorprèn la presència destacada i constant de constructors d'origen francès. De 1553 data un inventari de l'edificació en què es detalla el contingut i s'esmenten les estances de la fortalesa (cambres, rebosts, cavalleries, forns, cellers, guarda-roba, cuina, menjador, capella, etc.).